# Xanthias gilbertensis
Xanthias gilbertensis is een krabbensoort uit de familie van de Xanthidae. De wetenschappelijke naam van de soort is voor het eerst geldig gepubliceerd in 1938 door Balss.